# 塔约贝拉斯
塔约贝拉斯是巴西米纳斯吉拉斯州的一个市镇。总面积1194.23平方公里，总人口29732人，人口密度24.9人/平方公里。